# Sint-Amanduskapel (Gent)

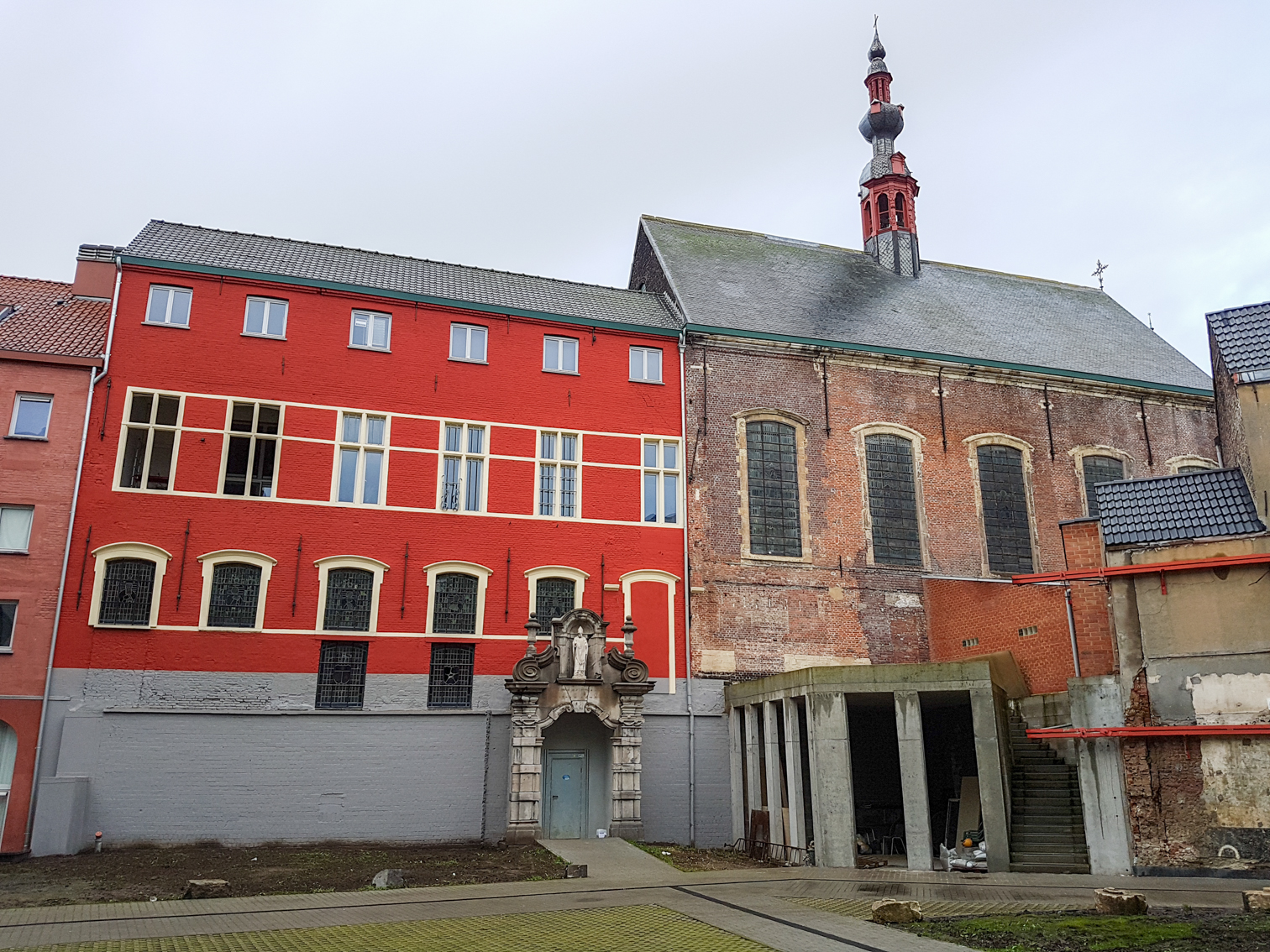
De Sint-Amanduskapel

De Sint-Amanduskapel is een kapel in de Belgische stad Gent. De kapel ligt tussen de Sint-Michielsstraat en de Oude Houtlei, vlak bij het Sint-Amandusinstituut.

## Geschiedenis
De oorspronkelijke kapel werd circa 1480 gebouwd op de 12e-eeuwse westelijke vestingwal van de stad en was onderdeel van het Alexianenklooster. In 1566 werd ze door beeldenstormers verwoest. De heropbouw gebeurde op het einde van de 16e - begin 17e eeuw en dan hoogstwaarschijnlijk toegewijd aan de heilige Alexius. Franse revolutionairen hieven de kloosterorde in 1798 op en verjaagden de Broeders van de Christelijke Scholen.
Tijdens de 19e eeuw werd het hele complex gebruikt als militaire gevangenis en later, van 1828 af, als krankzinnigengesticht tot het Guislaininstituut in 1857 voltooid was. Vanaf 1863 was het in handen van de broeders van de christelijke scholen die het omvormden tot het Sint-Amandusinstituut.
Na jaren van leegstand en verval wordt er eind 2021 een renovatie van het beschermd monument gestart.